# 千佛寺摩崖造像
千佛寺摩崖造像位於重慶市潼南縣，文物年代為唐至元、明。2013年3月5日公佈為第七批全國重點文物保護單位。歸入第六批全國重點文物保護單位潼南大佛寺摩崖造像。